# Typ 89 (wóz bojowy)
Typ 89 (jap. 89式装甲戦闘車 hachi-kyū-shiki sōkō-sentōsha; dosł. opancerzony wóz bojowy wz. 89) – japoński bojowy wóz piechoty produkcji Mitsubishi Heavy Industries. Podwykonawcą jest firma Komatsu. W nomenklaturze Agencji Obrony oznaczany jest skrótem 89FV (FV – Fighting Vehicle).

## Historia konstrukcji
Program nowego bojowego wozu piechoty rozpoczęto w 1981 roku. Pierwsze prototypy Typu 89 zbudowano w 1984, zaś dwa lata później zostały gruntownie przetestowane. Po zakończonych testach wóz wszedł do służby w Japońskich Lądowych Siłach Samoobrony. Prototyp uzbrojony był w szwajcarską armatę automatyczną 35 mm, jednak pojazdy produkowane seryjnie są wyposażone w podobną, produkowaną na licencji armatę, określaną jako L90. Planowano zbudować i wprowadzić około 300 egzemplarzy, lecz do służby trafiło jedynie 68 egzemplarzy.

## Opis konstrukcji
Załogę Typ 89 stanowią 3 osoby – dowódca, działonowy oraz kierowca-mechanik. Wóz może przewozić dodatkowo 7 w pełni wyposażonych żołnierzy w przedziale desantowym. znajduje się 6 otworów strzelniczych, przez które żołnierze desantu mogą prowadzić ogień z wnętrza maszyny.
Uzbrojenie dodatkowe stanowi karabin maszynowy 7,62 mm sprzężony z działem. Ponadto wóz posiada zamontowane dwie wyrzutnie przeciwpancernych pocisków kierowanych, z zapasem od 4 do 6 rakiet.
Napęd stanowi silnik Diesla Mitsubishi 6SY31WA o mocy 600 KM, który pozwala Typowi 89 osiągnąć prędkość 70 km/h.